# 양산 광천사 적멸시중론
양산 광천사 적멸시중론(梁山 光天寺 寂滅示衆論)은 대한민국 경상남도 양산시 하북면, 광천사에 있는 조선시대의 불서이다. 2013년 10월 24일 경상남도 유형문화재 제541호로 지정되었다.
양산 광천사 소장 적멸시중론은 김수온이 찬을 쓰고 책 말에 기우목동가(騎牛牧童歌)가 있는 국립중앙도서관 소장된 1481년 치악산 상원암 본과 동일본으로 추정된다. 임란이전의 판본으로 개판장소, 시주자, 연대 등이 분명하여 조선전기 불서 연구에 자료적 가치가 있다.

## 같이 보기
- 적멸시중론

## 참고 자료
- 양산 광천사 적멸시중론 - 국가유산청 국가유산포털